# Tauriel
Tauriel es un personaje ficticio de la trilogía cinematográfica que adapta la novela El hobbit del escritor británico J. R. R. Tolkien, dirigida por el neozelandés Peter Jackson. El personaje no aparece en la obra original, sino que fue creado por Jackson y Fran Walsh para la serie fílmica. Tauriel es una elfa silvana del Bosque Negro, comandante de su guardia. El personaje ha sido interpretado por la actriz Evangeline Lilly.
Antes de la decisión de dividir la adaptación en tres películas en lugar de en dos, Tauriel fue descrita como un personaje con un papel sustancial en lo que iba a ser el segundo y último filme de la serie, que se iba a estrenar a finales de 2013, y solo circunstancial en el primero. Finalmente, y como una de las consecuencias de dividir el argumento en tres partes, el personaje no aparece en la primera de las películas de la trilogía, El hobbit: un viaje inesperado, estrenada a finales de 2012.

## Etimología y significado del nombre
Tauriel es un nombre formado en sindarin por los guionistas de la película que pretende significar ‘hija del Bosque Negro’. Está compuesto por los formantes taur (bosque) + -iel (‘hija de’), por lo que literalmente sería ‘hija de[l] bosque’.

## Historia ficticia
Tauriel es la comandante de la guardia del rey Thranduil de los elfos silvanos del Bosque Negro, padre de Legolas. Thranduil apresa a los enanos que acompañan a Bilbo mientras cruzan el bosque en su aventura hacia la Montaña Solitaria y la guarida del dragón Smaug. En la película, se da a entender que Tauriel está enamorada de Legolas, pero el rey Thranduil se da cuenta de lo que siente ella por él, y también se da cuenta de que Legolas quiere a Tauriel, pero al ser Legolas un príncipe, y Tauriel una elfa plebeya, le dice a ella, que no de esperanza a su hijo, si no la hay. Después de eso, Tauriel se interesa por Kíli, uno de los enanos encarcelados en el reino del bosque.                                                                 

## Concepto e interpretación

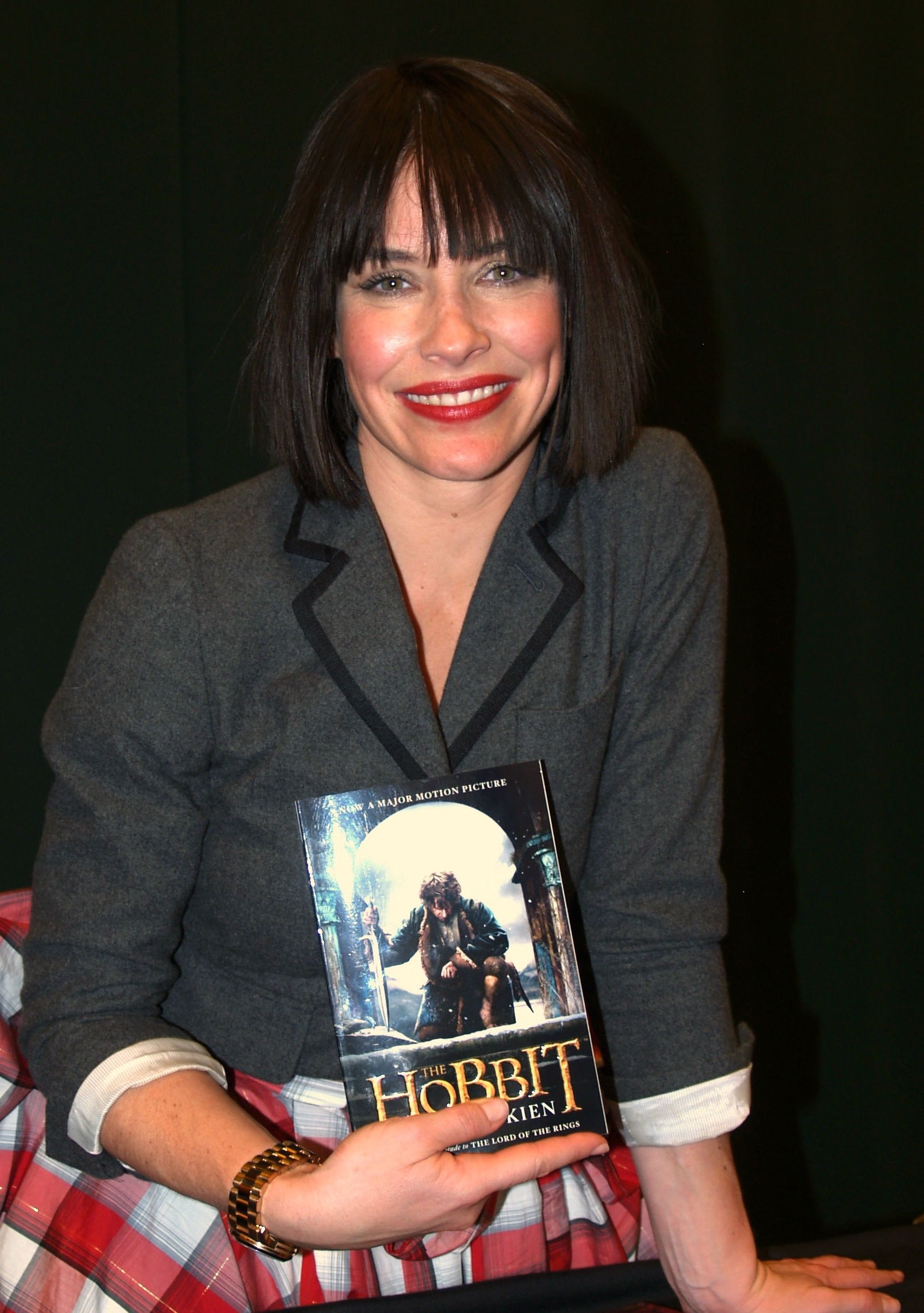
La actriz Evangeline Lilly en Barnes & Noble en Tribeca, Manhattan, para la firma del primer volumen de su libro infantil, The Squickerwonkers, el 17 de noviembre de 2014. En la foto, Lilly sostiene una copia de J.R.R.

La actriz Evangeline Lilly, conocida por su interpretación de Kate Austen en la serie de la ABC Lost, fue elegida por Peter Jackson para el papel. Lilly, aficionada a los libros de Tolkien desde los trece años, expresó algo de turbación ante la reacción de los puristas de Tolkien ante un personaje inventado fuera de la obra del autor, pero afirmó que la creación del personaje para la adaptación estaba justificada: «creo que es auténtica, porque Tolkien se refiere a los elfos silvanos, simplemente no los menciona individualmente... [Peter y Fran] conocen ese mundo muy bien. No crearían un personaje que no fuera fiel al mundo de Tolkien».
Como comandante de la guardia élfica es diestra en el uso de muchas armas, pero principalmente esgrime un arco y dos dagas, las mismas armas que usa el personaje de Legolas en la trilogía cinematográfica de El Señor de los Anillos, y que también aparece en las películas de El Hobbit, sin relación personal con el personaje de Tauriel.
Además de servirse de un entrenador especialista para las escenas de acción, Lilly también precisó la ayuda de un lingüista para poder pronunciar sus diálogos en lenguas élficas. Lilly comenzó el rodaje de las películas el 21 de marzo de 2011 en Nueva Zelanda, que concluyó el 6 de julio de 2012, tras 266 días de filmación. Lilly afirmó que disfrutó de la relajada atmósfera del plató, y de la familiar experiencia de rodar con un reparto mayoritariamente masculino, lo que le recordó sus trabajos en Lost y The Hurt Locker, pero notó que la circunstancia de haber tenido su primer hijo en mayo de 2011 hizo que algunos aspectos de la filmación de las escenas de lucha resultaran más extenuantes de lo que esperaba, comentando que «recuperarse del parto es como recuperarse de una herida en todo el cuerpo, y yo no me di cuenta de hasta que punto eso era verdad hasta que empecé a entrenarme para la lucha élfica. Mis caderas no se movían como se solían mover, mi espalda no se movía como se solía mover, mis hombros están doloridos todo el día. Pero es divertido».